# Concertación Plural
La Concertazione Plurale (Spagnolo: Concertación Plural) è una coalizione politica di centro-sinistra argentina fondata nel 2006 dal presidente Néstor Kirchner e dalla candidata presidente nel 2007 Cristina Fernández de Kirchner, moglie del presidente, al fine di creare una nuova forza politica di centrosinistra in Argentina. La principale forza politica della coalizione è il Frente para la Victoria, "incarnante" l'anima socialdemocratica del peronismo.

## Partiti che costituiscono l'alleanza
- Frente para la Victoria (sinistra peronista)
- Recuperación y Reconstrucción Radical para la Concertación, noti come Radicali K (centrosinistra)
- Socialismo K (centrosinistra)
- Comunismo K (sinistra)
- Partido Intransigente (centrosinistra)
- Frente Grande (centrosinistra)
- Conservador Popular (centrodestra)
- Democracia Cristiana (centro)
- Movimiento Democratico (centro)
- vari partiti regionalisti

## In Parlamento
Al Senato la Coalizione ha costituito un unico gruppo parlamentare mentre al Camera i vari partiti che formano l'alleanza ha un proprio gruppo parlamentare. Il Frente para la Victoria e i suoi alleati hanno quasi il 66% dei seggi.

## Crisi del 2008
Nel 2008 a seguito dello scontro tra governo e le lobby agricole riguardo agli aumenti delle imposte delle esportazioni della soia, principale prodotto agricolo esportato, ha provocato un duro scontro all'interno della coalizione. Il vicepresidente Julio Cobos (Radicale Kirchnerista) ha votato contro il provvedimento iniziando un duro confronto con i coniugi Kirchner.